# Aenasiella apiomorphae
Aenasiella apiomorphae är en stekelart som beskrevs av Girault 1915. Aenasiella apiomorphae ingår i släktet Aenasiella och familjen sköldlussteklar. Inga underarter finns listade i Catalogue of Life.